# Station Katanoshi
Station Katanoshi  (交野市駅, Katanoshi-eki) is een spoorwegstation in de Japanse stad Katano. Het wordt aangedaan door de Katano-lijn. Het station heeft twee sporen, gelegen aan twee zijperrons. 

## Treindienst

#### Katano-lijn
| 1 | ■ Katano-lijn | richting Hirakatashi |
| 2 | ■ Katano-lijn | richting Kisaichi    |

## Geschiedenis
Het station werd in 1929 onder de naam Katano geopend. Vanaf 1977 draagt het station de huidige naam.  

## Stationsomgeving
- Katano-ziekenhuis
- Jumbo Square (winkelcentrum):
  - Izumiya (supermarkt)
- McDonald's
- Book-off
- Lawson

Hirakatashi · Miyanosaka · Hoshigaoka · Murano · Kōzu · Katanoshi · Kawachi-Mori · Kisaichi